# Aeropuerto Internacional Heydar Alíyev
El Aeropuerto Internacional Heydar Alíyev (IATA: GYD, OACI: UBBB) (en azerí: Heydər Əliyev adına beynəlxalq hava limanı) está ubicado en Bakú, la capital de Azerbaiyán, y se encuentra a 25 km hacia el este del centro de Bakú. Es el aeropuerto más importante de la región del Cáucaso y la base principal de Azerbaijan Airlines, la aerolínea de bandera nacional. Su anterior código IATA fue «BAK».

## Historia
Durante 1998 y 1999, el aeropuerto fue renovado casi en su totalidad. La renovación, que se llevó a cabo en dos fases, fue financiada por un grupo de bancos internacionales. La fase 1 incluyó la Terminal Norte y el acceso 1, siendo completada en marzo de 1999. La fase 2 que incluía la Terminal Sur y las oficinas administrativas fue completada en junio del mismo año.

## Apariencia
El trabajo de diseño y administración del proyecto estuvo a cargo de la compañía británica APM Ltd y las obras de construcción fueron realizadas por el consorcio turco Burc/Enka. Además, Thomson-CSF Airsys ATM se adjudicó un contrato por 19 millones de dólares para proveer e instalar equipamiento para las renovaciones del edificio de la terminal. 

## Aerolíneas y destinos

### Destinos nacionales
| Aerolíneas          | Destinos                                      |
| ------------------- | --------------------------------------------- |
| Azerbaijan Airlines | Ganyá, Lankaran, Najicheván, Gabala, Zagatala |

### Destinos internacionales
| Ciudades por países | Nombre del aeropuerto                              | Aerolíneas                                                      | Aeronaves | Frecuencias semanales |
| África              | África                                             | África                                                          | África    | África                |
| ------------------- | -------------------------------------------------- | --------------------------------------------------------------- | --------- | --------------------- |
| Egipto              |                                                    |                                                                 |           |                       |
| El Cairo            | Aeropuerto Internacional de El Cairo               | Azerbaijan Airlines                                             |           |                       |
| Sharm el-Sheij      | Aeropuerto Internacional de Sharm el-Sheij         | Azerbaijan Airlines                                             | A32x      |                       |
| Norteamérica        |                                                    |                                                                 |           |                       |
| Estados Unidos      |                                                    |                                                                 |           |                       |
| Nueva York          | Aeropuerto Internacional John F. Kennedy           | Azerbaijan Airlines                                             |           |                       |
| Asia                |                                                    |                                                                 |           |                       |
| Arabia Saudita      |                                                    |                                                                 |           |                       |
| Dammam              | Aeropuerto Internacional de Dammam-Rey Fahd        | Azerbaijan Airlines                                             |           |                       |
| Riad                | Aeropuerto Internacional Rey Khalid                | Azerbaijan Airlines flynas                                      | A32x      |                       |
| Yidda               | Aeropuerto Internacional Rey Abdulaziz             | Azerbaijan Airlines                                             |           |                       |
| Baréin              |                                                    |                                                                 |           |                       |
| Manama              | Aeropuerto Internacional de Baréin                 | Azerbaijan Airlines                                             |           |                       |
| Catar               |                                                    |                                                                 |           |                       |
| Doha                | Aeropuerto Internacional Hamad                     | Qatar Airways                                                   |           |                       |
| China               |                                                    |                                                                 |           |                       |
| Pekín               | Aeropuerto Internacional de Pekín-Capital          | Azerbaijan Airlines                                             |           |                       |
| Urumchi             | Aeropuerto Internacional de Urumchi-Diwopu         | China Southern Airlines                                         |           |                       |
| EAU                 |                                                    |                                                                 |           |                       |
| Abu Dabi            | Aeropuerto Internacional de Abu Dabi               | Etihad Airways                                                  |           |                       |
| Dubái               | Aeropuerto Internacional de Dubái                  | Azerbaijan Airlines flydubai                                    | B737      |                       |
| Sharjah             | Aeropuerto Internacional de Sharjah                | Air Arabia Azerbaijan Airlines                                  | A32x      |                       |
| Georgia             |                                                    |                                                                 |           |                       |
| Tiflis              | Aeropuerto Internacional de Tiflis                 | Azerbaijan Airlines Buta Airways                                | E190      |                       |
| Irak                |                                                    |                                                                 |           |                       |
| Bagdad              | Aeropuerto Internacional de Bagdad                 | Azerbaijan Airlines Iraqi Airways                               |           |                       |
| Erbil               | Aeropuerto Internacional de Erbil                  | Azerbaijan Airlines Iraqi Airways                               |           |                       |
| India               |                                                    |                                                                 |           |                       |
| Bombay              | Aeropuerto Internacional Chhatrapati Shivaji       | Azerbaijan Airlines                                             |           |                       |
| Nueva Delhi         | Aeropuerto Internacional Indira Gandhi             | Azerbaijan Airlines IndiGo                                      |           |                       |
| Irán                |                                                    |                                                                 |           |                       |
| Teherán             | Aeropuerto Internacional Imán Jomeini              | Buta Airways                                                    | E190      |                       |
| Israel              |                                                    |                                                                 |           |                       |
| Tel Aviv            | Aeropuerto Internacional Ben Gurión                | Arkia (Estacional) Azerbaijan Airlines                          |           |                       |
| Kazajistán          |                                                    |                                                                 |           |                       |
| Aktau               | Aeropuerto Internacional de Aktau                  | Azerbaijan Airlines SCAT Airlines                               |           |                       |
| Almaty              | Aeropuerto Internacional de Almatý                 | Air Astana                                                      |           |                       |
| Nursultán           | Aeropuerto Internacional Nursultán Nazarbáyev      | Azerbaijan Airlines Air Astana                                  |           |                       |
| Kuwait              |                                                    |                                                                 |           |                       |
| Ciudad de Kuwait    | Aeropuerto Internacional de Kuwait                 | Azerbaijan Airlines Jazeera Airways Kuwait Airways              | A32x      |                       |
| Pakistán            |                                                    |                                                                 |           |                       |
| Islamabad           | Aeropuerto Internacional de Islamabad              | Azerbaijan Airlines Pakistan International Airlines             |           |                       |
| Karachi             | Aeropuerto Internacional Jinnah                    | Azerbaijan Airlines Pakistan International Airlines             |           |                       |
| Lahore              | Aeropuerto Internacional Allama Iqbal              | Azerbaijan Airlines                                             |           |                       |
| Turquía             |                                                    |                                                                 |           |                       |
| Ankara              | Aeropuerto Internacional Esenboğa                  | Azerbaijan Airlines Turkish Airlines                            |           |                       |
| Antalya             | Aeropuerto de Antalya                              | Azerbaijan Airlines (Estacional)                                |           |                       |
| Bodrum              | Aeropuerto de Milas-Bodrum                         | Azerbaijan Airlines (Estacional)                                |           |                       |
| Dalaman             | Aeropuerto de Dalaman                              | Azerbaijan Airlines (Estacional)                                |           |                       |
| Esmirna             | Aeropuerto de Esmirna-Adnan Menderes               | Azerbaijan Airlines Pegasus Airlines                            |           |                       |
| Estambul            | Aeropuerto Internacional Sabiha Gökçen             | Azerbaijan Airlines Buta Airways Turkish Airlines               | E190      |                       |
| Estambul            | Aeropuerto Internacional de Estambul               | Azerbaijan Airlines Turkish Airlines                            |           |                       |
| Gazipaşa            | Aeropuerto de Gazipaşa                             | Azerbaijan Airlines Buta Airways                                | E190      |                       |
| Uzbekistán          |                                                    |                                                                 |           |                       |
| Taskent             | Aeropuerto Internacional de Taskent                | Azerbaijan Airlines Uzbekistan Airways                          |           |                       |
| Europa              |                                                    |                                                                 |           |                       |
| Alemania            |                                                    |                                                                 |           |                       |
| Berlín              | Aeropuerto de Berlín-Brandeburgo Willy Brandt      | Azerbaijan Airlines                                             |           |                       |
| Fráncfort del Meno  | Aeropuerto de Fráncfort del Meno                   | Azerbaijan Airlines Lufthansa                                   |           |                       |
| Austria             |                                                    |                                                                 |           |                       |
| Viena               | Aeropuerto de Viena                                | Austrian Airlines Azerbaijan Airlines                           | A319-100  |                       |
| Bielorrusia         |                                                    |                                                                 |           |                       |
| Minsk               | Aeropuerto Internacional de Minsk                  | Azerbaijan Airlines Belavia                                     |           |                       |
| Francia             |                                                    |                                                                 |           |                       |
| París               | Aeropuerto de París-Charles de Gaulle              | Azerbaijan Airlines                                             |           |                       |
| Hungría             |                                                    |                                                                 |           |                       |
| Budapest            | Aeropuerto de Budapest-Ferenc Liszt                | Wizz Air                                                        | A32x      |                       |
| Italia              |                                                    |                                                                 |           |                       |
| Milán               | Aeropuerto de Milán-Malpensa                       | Azerbaijan Airlines                                             |           |                       |
| Letonia             |                                                    |                                                                 |           |                       |
| Riga                | Aeropuerto Internacional de Riga                   | AirBaltic (Estacional)                                          | A220-371  |                       |
| Montenegro          |                                                    |                                                                 |           |                       |
| Tivat               | Aeropuerto de Tivat                                | Azerbaijan Airlines                                             |           |                       |
| Reino Unido         |                                                    |                                                                 |           |                       |
| Londres             | Aeropuerto de Londres-Heathrow                     | Azerbaijan Airlines                                             |           |                       |
| República Checa     |                                                    |                                                                 |           |                       |
| Praga               | Aeropuerto de Praga                                | Azerbaijan Airlines (Estacional)                                |           |                       |
| Rusia               |                                                    |                                                                 |           |                       |
| Ekaterimburgo       | Aeropuerto de Ekaterimburgo-Koltsovo               | Azerbaijan Airlines Ural Airlines                               | A3xx      |                       |
| Kazán               | Aeropuerto Internacional de Kazán                  | Azerbaijan Airlines                                             |           |                       |
| Krasnoyarsk         | Aeropuerto Internacional de Krasnoyarsk            | IrAero                                                          |           |                       |
| Mineralnye Vody     | Aeropuerto de Mineralnye Vody                      | Azerbaijan Airlines Buta Airways                                | E190      |                       |
| Moscú               | Aeropuerto Internacional de Moscú-Domodédovo       | Azerbaijan Airlines S7 Airlines                                 |           |                       |
| Moscú               | Aeropuerto Internacional de Moscú-Sheremétievo     | Aeroflot                                                        |           |                       |
| Moscú               | Aeropuerto Internacional de Moscú-Vnúkovo          | Azerbaijan Airlines                                             |           |                       |
| Novosibirsk         | Aeropuerto Internacional de Novosibirsk-Tolmachevo | S7 Airlines                                                     |           |                       |
| Samara              | Aeropuerto Internacional de Samara-Kurúmoch        | Nordstar Ural Airlines                                          | A3xx      |                       |
| San Petersburgo     | Aeropuerto Internacional Púlkovo                   | Azerbaijan Airlines Buta Airways Nordavia Nordwind Airlines     | E190      |                       |
| Ufá                 | Aeropuerto Internacional de Ufá                    | Azerbaijan Airlines Buta Airways NordStar                       | E190      |                       |
| Suiza               |                                                    |                                                                 |           |                       |
| Ginebra             | Aeropuerto de Ginebra                              | Azerbaijan Airlines                                             |           |                       |
| Ucrania             |                                                    |                                                                 |           |                       |
| Járkov              | Aeropuerto Internacional de Járkov                 | Azerbaijan Airlines Buta Airways                                | E190      |                       |
| Kiev                | Aeropuerto Internacional de Kiev                   | Azerbaijan Airlines Buta Airways Ukraine International Airlines | E190      |                       |
| Leópolis            | Aeropuerto Internacional de Leópolis               | Azerbaijan Airlines SkyUp Airlines                              | B737      |                       |

### Futuras rutas
| Destino | Aerolínea | Aeronave | Fecha de Inicio | Frecuencia |
| ------- | --------- | -------- | --------------- | ---------- |

## Estadísticas
Ver fuente y consulta Wikidata.